# Euphorbia tacnensis
Euphorbia tacnensis är en törelväxtart som beskrevs av Rodolfo Amando Philippi. Euphorbia tacnensis ingår i släktet törlar, och familjen törelväxter.
Artens utbredningsområde är Peru. Inga underarter finns listade i Catalogue of Life.